# Travis Smith (muzyk)
Travis Smith (ur. 29 kwietnia 1982 w Bainbridge) – amerykański perkusista.

## Życiorys
Urodził się 29 kwietnia 1982 w Bainbridge.
W latach 2000–2010 był perkusistą zespołu Trivium. Występował również w zespole Petl. Obecnie mieszka w Orlando na Florydzie. Jego ulubione zespoły to: Metallica, Megadeth, Pantera, Alice in Chains, Soundgarden. Słucha również: Testamentu, Long Beach Dub All Stars, Audioslave, Snoop Dogga. W 2006 roku na "Metal Hammer Golden Gods Awards" został uznany najlepszym perkusistą roku.

## Dyskografia
Trivium
- Trivium (2003, EP)
- Ember to Inferno (2003)
- Ascendancy (2005)
- The Crusade (2006)
- Shogun (2008)

## Nagrody i wyróżnienia
| Rok  | Kategoria    | Tytułem      | Nagroda                         | Nota | Źródło |
| ---- | ------------ | ------------ | ------------------------------- | ---- | ------ |
| 2006 | Best Drummer | Travis Smith | Metal Hammer Golden Gods Awards | Laur | [ 2 ]  |